# VdB 25
vdB 25 è una nebulosa a riflessione visibile nella costellazione del Toro.
Si individua lungo la linea che congiunge la stella υ Tauri ad Atlas, la componente più orientale dell'ammasso aperto delle Pleiadi, in una regione povera di stelle appariscenti; si tratta di un filamento gassoso estremamente tenue e non rilevabile con facilità, che si estende a nord della stella HD 26514, una gigante gialla di classe spettrale G5III con una magnitudine apparente pari a 7,44. HD 26514 è anche una stella binaria, in cui la compagna minore ha una magnitudine pari a 9,72 e si trova ad appena un secondo d'arco di separazione; la distanza della stella e della nebulosa ad essa associata è stimata in 526 anni luce, prossima alla Nube del Toro.